# Acropora rongelapensis
Acropora rongelapensis е вид корал от семейство Acroporidae.

## Разпространение
Видът е разпространен в Маршалови острови и Микронезия.

## Описание
Популацията на вида е намаляваща.